# 斯普魯斯森特 (明尼蘇達州)
斯普魯斯森特（英語：Spruce Center）是位於美國明尼蘇達州道格拉斯縣斯普魯斯希爾鎮區的一個非建制地區。

## 地理
斯普魯斯森特所處的海拔為高於海平面428米（即1404英呎），而該地所採用的時區為UTC-6，即北美中部時區（CST）。同時該地設有夏令時間，為UTC-6調快一小時，即UTC-5（CDT）。